# Bàybars al-Mansurí
Bàybars al-Mansurí fou un general i historiador mameluc del s. XIII.
Va començar la seva carrera com a mameluc de Qalàwun; el 1265 va prendre part a la campanya de Bàybars I a Síria i el 1266 al Regne Armeni de Cilícia i altre cop Síria; el 1268 era al setge d'Antioquia de l'Orontes i el 1275 va ser a una altra campanya a l'Armènia Menor. El 1280 Kalawun va pujar al tron i el 1286 el va nomenar governador de Kerak; el 1291 el nou sultà Khalil, fill i successor de Kalawun, el va destituir. Va retornar a Egipte i va participar en el setge de Sant Joan d'Acre (1291) i en el de Kalat al-Rum a l'Àsia Menor (1292) i també a dos expedicions contra els il-kànides.
El desembre de 1293 va pujar al tron per primera vegada An-Nàssir Muhàmmad ibn Qalàwun, i va nomenar Baybars com a general (mukaddam alf) i com a dawatdar (cap de la cancelleria). Quan Ladjin va pujar al tron (1297) va perdre el seu càrrec que havia mantingut sota Kitbugha (1295-1297) però fou restaurat quan Muhammad va tornar al poder i durant uns anys va exercir diverses funcions militars i administratives fins que va perdre el càrrec de dawatar el 1304/1305; ja llavors Muhammad estava completament dominat pels mamelucs Bàybars II i Salar i no tenia cap influència en el poder. El febrer de 1309 va donar suport a Muhammad que fou restaurat al tron i el sultà li va encarregar diverses funcions administratives fins a l'1 d'octubre de 1311 quan fou nomenat virrei d'Egipte (naib al-Saltana) el segon càrrec del país després del sultà. Va ocupar el càrrec menys d'un any fins que fou deposat l'agost de 1312 i empresonat a Alexandria on va romandre cinc anys. Alliberat el 1317 es va retirar i va morir el 4 de setembre de 1325 amb uns 80 anys. Va escriure una història general de l'islam fins al 1324, titulada Zubdat al-fikra fi tarikh al-hidjra. Va escriure també una obra curta sobre la història dels mamelucs titulada al-Tuhfa al-mulukiyya fi l-dawla al-turkiyya. Hi ha dubtes sobre si va escriure una història dels califes titulada al-Latif fi akhbar al-khalaif.